# First Impressions of Earth
First Impressions of Earth är ett musikalbum av gruppen The Strokes, släppt den 3 januari 2006 på RCA Records.
Albumet nådde förstaplatsen på den brittiska albumlistan och fjärde plats på den amerikanska. Från albumet släpptes singlarna "Juicebox", "Heart in a Cage" och "You Only Live Once".

## Låtlista
Samtliga låtar skrivna av Julian Casablancas, om inte annat anges.
1. "You Only Live Once" - 3:09
2. "Juicebox" - 3:17
3. "Heart in a Cage" - 3:27
4. "Razorblade" - 3:29
5. "On the Other Side" - 4:38
6. "Vision of Division" - 4:20
7. "Ask Me Anything" (Julian Casablancas/Nick Valensi) - 3:12
8. "Electricityscape" - 3:33
9. "Killing Lies" (Julian Casablancas/Nikolai Fraiture) - 3:50
10. "Fear of Sleep" - 4:00
11. "15 Minutes" - 4:34
12. "Ize of the World" - 4:29
13. "Evening Sun" (Julian Casablancas/Fabrizio Moretti) - 3:06
14. "Red Light" - 3:11